# 골든 주빌리
골든 주빌리(Golden Jubilee)는 50년째 되는 해, 또는 그를 기념하여 거행되는 이벤트를 말한다.

## 영국의 군주

### 빅토리아 여왕
1887년이 골든 주빌리로, 이 해에 성대한 행사가 거행되었다. 여왕은 버킹엄 궁전에서 인도의 번왕들과 다른 나라의 외교관들의 축하를 받았다.

### 엘리자베스 2세
2002년이 골든 주빌리로, 역시 성대한 행사가 거행되었다.

### 기타
조지 3세가 1810년이 골든 주빌리에 해당된다.

## 중국
전한 무제가 기원전 91년, 청나라의 강희제가 1711년, 건륭제가 1785년이 골든 주빌리에 해당된다.

## 한국
조선 영조에게 1774년이, 장수왕에게 463년이, 태조왕에게 113년이  골든 주빌리에 해당된다.

## 같이 보기
- 실버 주빌리(재위 25주년)
- 다이아몬드 주빌리(재위 60주년)
- 플래티넘 주빌리(재위 70주년)